# 京都市立光徳小学校
京都市立光徳小学校（きょうとしりつ こうとくしょうがっこう）は京都府京都市下京区中堂寺坊城町にある公立小学校。

## 歴史
出典
- 1925年（大正14年）11月16日 - 大内第二尋常小学校として創立。
- 1941年（昭和16年）4月1日 - 京都市光徳国民学校と改称。
- 1948年（昭和23年）4月1日 - 京都市立光徳小学校と改称。

## 校名の由来
校名は平安京右京六条の坊名である「光徳坊」に由来する。所在地は左京（千本通以東）になるが、校名が平安京左京六条の坊名である「淳風坊」に由来する淳風尋常高等小学校が既にあった。
校名が平安京の坊名に由来する小学校は本校の他にも5校あったが、いずれも閉校となり、本校が最後の1校となっている。
- 両京二条「銅駝坊」
  - 京都市立銅駝小学校 - 1869年上京第31番組小学校として創立、1875年銅駝校と改称、1948年閉校。
- 左京三条「教業坊」
  - 京都市立教業小学校 - 1869年上京第23番組小学校として創立、1875年教業校と改称、1992年閉校。
- 左京六条「淳風坊」
  - 京都市立淳風小学校 - 1869年下京第22番・第32番組共立小学校として創立、1875年淳風校と改称、2017年閉校。
- 左京八条「崇仁坊」
  - 京都市立崇仁小学校 - 1873年柳原小学校として創立、1918年崇仁尋常小学校と改称、2010年閉校。
- 左京九条「陶化坊」
  - 京都市立陶化小学校 - 1873年東九条小学校として創立、1893年陶化尋常小学校と改称、2012年閉校。

## 卒業後の進路
卒業後は基本的に京都市立松原中学校に進学する。